# In Nomine Satanis - Magna Veritas
 (juin 2023).
Si vous disposez d'ouvrages ou d'articles de référence ou si vous connaissez des sites web de qualité traitant du thème abordé ici, merci de compléter l'article en donnant les références utiles à sa vérifiabilité et en les liant à la section « Notes et références ».
Pour les articles homonymes, voir INS et MV.
In Nomine Satanis - Magna Veritas (INS/MV) est un jeu de rôle fantastique et humoristique français créé par Croc et publié à partir de 1990 par Siroz Productions (devenu Asmodee Éditions).
Dans In Nomine Satanis, les joueurs incarnent un groupe de démons, chacun aux ordres d'un prince-démon. Dans Magna Veritas, ils incarnent un groupe d'anges, chacun aux ordres d'un archange. Dans les deux cas, les joueurs sont réincarnés dans des corps humains à notre époque et doivent faire attention à ne pas se faire remarquer de l'humanité dans l’exercice de leurs missions.
L'ambiance du jeu est volontairement à l'opposé du politiquement correct et à prendre généralement au second degré.

## Historique de la publication
INS/MV a connu cinq éditions ; la dernière est sortie en 2015.
Le jeu a été traduit en allemand, espagnol, polonais et a vu une adaptation américaine, nommée In Nomine. Cette adaptation a subi de nombreuses modifications par rapport à l'originale, certains rôlistes la voyant comme une version édulcorée de l'original.
Après 17 années d'existence (un âge exceptionnel pour un jeu de rôle de création française), Asmodée annonce l'arrêt des publications d'INS/MV. En novembre 2006, le supplément On ferme !, qui clôt les nombreuses intrigues encore en suspens, termine l'édition du jeu.
À noter qu'un supplément « posthume » mais néanmoins officiel, INS/MV Apéro, fournit une version remaniée et allégée des règles de la quatrième édition pour des parties rapides.
En 2011, Croc annonce sur plusieurs forum de jeux qu'une cinquième édition « est en préparation et devrait sortir courant 2012 ». Cette dernière édition, Génération perdue, est parue en 2015 par le biais d'un financement participatif chez l'éditeur Raise Dead Éditions, créé dans le but de proposer des rééditions des jeux de Croc.

## Système de jeu
Dès la première édition, le jeu INS/MV a employé un système de jeu unique. Pour résoudre une action, on emploie la « Table Unique Multiple », un tableau à double entrée donne le nombre à obtenir pour réussir l'action, en fonction de la compétence du personnage et de la difficulté de l'action. Ensuite on lance un « dé 666 », composé de trois dés à six faces, qui forment à eux trois un nombre à trois chiffres. Les chiffres des centaines et des dizaines établissent l'échec ou la réussite de l'action, tandis que le chiffre des unités donne l'ampleur de la réussite ou de l'échec.
Il existe deux résultats spéciaux : un « 111 » représente une intervention de Dieu, qualifiée de réussite critique pour un ange et échec critique pour un démon. Inversement, un « 666 », le nombre de la Bête, représente une intervention de Satan, et est donc une réussite critique pour un démon et un échec critique pour un ange. Ces réussites et échecs critiques ont souvent un effet humoristique.
La quatrième édition a transformé la Table Unique Multiple en « Ligne Unique Multiple » (surnommée « la belle LN ») mais son emploi est très similaire.
Seule la version des règles dénommée INS Apero s'écarte des règles historiques. Elle conserve néanmoins le principe du lancer de trois dés à six faces. C'est le plus petit dé qui détermine le résultat final. Les interventions divines et sataniques sont elles aussi conservées.
La V5 possède aussi son propre système. On conserve toujours un triple lancer de D6 mais à présent, on ne conserve que les dés inférieurs à la caractéristique associée au test. Une réussite pour les tests faciles, deux pour les moyens et trois pour les difficiles. Les 111 et 666 sont toujours des échecs/réussites critiques, bien que Dieu et Satan semblent absents.

## Extensions, suppléments et éditions

### Première édition
- Première édition, publiée en 1990 sous forme d'une boîte contenant 3 livrets (la première impression, 500 exemplaires, avait des livrets à dos blancs. Les suivantes sont à dos noir)
- Intervention divine (1990), une extension fourre-tout comprenant cinq scénarios.
- Daemonis Compendium (1990), une extension qui présente de nouveaux Archanges et Prince-démons sous la forme de 48 fiches cartonnées[1].
- Écran de la première édition (1990)
- Berserker (1990)
- Baron Samedi (1990), une campagne accompagnée d'une aide de jeu sur les forces vaudou, par Mathias Twardowski.
- Mors Ultima Ratio (1991), une double campagne en six scénarios, située dans la France des années 1920.
- Demonix remix (1991), cinq scénarios très divers, par G.E. Ranne.
- Il était une fois (1991), extension présentant des scénarios liés au voyage dans le temps, par Mathias Twardowski[1].
- Mindstorm (1991), une extension consacrée aux humains ayant des pouvoirs psioniques, et comprenant deux scénarios[1].
- Insh'Allah (1992)

### Seconde édition
- Seconde édition, publiée en 1993
- Écran de la seconde édition (1993)
- Scriptarium Veritas (1993) (existe en deux versions, la première impression contient Nisroch, la seconde le voit remplacé par Nog)
- Dementia Profundis (1993)
- Heaven & Hell (1994)
- Muchos pesos capharnaum (1994)
- Deus Ex Machina (1995)
- Rigor Mortis (1996)

### Troisième édition
- Troisième édition, publiée en 1997 sous la forme d'un livre imprimé tête-bêche, accompagné d'un livret petit format.
- Écran de la troisième édition (1997)
- Hell on Wheels (1998)
- Liber Angelis (1998)
- Sympathy for the Devil (1999)
- Liber Daemonis (1999)
- Habeas Corpus (1999)
- New World Order (2000)
- Encyclopedia Spiritis volume 1 : Les Forces du Bien (2000)
- Encyclopedia Spiritis volume 2 : Les Forces du Mal (2001)
- Old School (2001)
- Le Guide de la Troisième Force (2002)

### Quatrième édition
- Quatrième édition, publiée en 2003 sous la forme d'un fourreau contenant trois livrets ; réimprimée en 2006 sous la forme d'un seul livre.
- Écran de la quatrième édition (2003)
- FIRE & Ice (2003)
- Fire & ICE (2003)
- Jésus reviens ! (2004)
- Sur la Terre comme au Ciel (2004)
- Les Petites apocalypses (2004)
- Angelots en gelée (2005)
- La Bible à Dudule (2005)
- On Ferme ! (2006)

### INS/MV Apéro
En novembre 2006, Olivier Fanton, l'un des auteurs du jeu et notamment du livre de règles de la 4e édition, met en ligne gratuitement sur son site une version plus simple des règles, appelée INS/MV Apéro.
Pour réussir une action, on ajoute le plus petit résultat de trois d6 au score de la caractéristique, du talent ou du pouvoir testé. Il faut faire plus que la difficulté ou que le résultat de l'adversaire.
Avec ce principe, la Table unique multiple et la Ligne unique multiple des éditions précédentes sont délaissées mais le d666 est toujours utilisé.
On note aussi une simplification au niveau des pouvoirs, chacun coutant un point pour être lancé, les attaques infligeant « niveau » point de dégâts et les défenses réduisant « niveau » point de dégâts.
Bien que le livre de base couvre la création de personnage et toutes les mécaniques de jeu (jets de caractéristique, combat etc), INS/MV Apéro ne se destine pas aux nouveaux joueurs car les pouvoirs ainsi que les supérieurs (Archanges et Princes-Démons) ne sont pas explicités et qu'il ne comporte aucun élément sur l'histoire et l'univers du jeu.
On peut cependant placer cette version Apéro lors de la quatrième édition, car la liste des supérieurs correspond à celle-ci, avant les évènements des derniers suppléments tels que Fire & Ice, Jésus reviens !, Les Petites Apocalypses ou La Bible à Dudule.

### Cinquième édition: «Génération perdue»
Après plus de 7 ans, une cinquième édition du jeu a été annoncée par Croc sur divers forums de jeux de société ou de jeux de rôles tel que Casus NO ou Tric Trac.
Début 2015, des anciens de Siroz, Jeux Descartes et Asmodée créent une nouvelle structure, Raise Dead Édition, dont In Nomine Satanis/Magna Veritas sera la première publication.
Après quatre années de travail, deux parties en avant-première de INS/MV 5 sont jouées lors de l'Asmoday 2011 (évènement promotionnel de l'éditeur) ; la V5 a vu le jour automne 2015.
Bien que le principe de base reste le même (des Anges et des Démons qui complotent et se battent sur Terre à l'insu des humains), les règles sont complètement remaniées et l'univers totalement remis à zéro : la hiérarchie n'est plus joignable, les Anges et les Démons sont livrés à eux-mêmes.
- Cinquième édition, 2015 un livre unique INS/MV GENERATION PERDUE
- Écran de jeu de la cinquième édition (2015) avec en bonus une aide de jeu sur les familiers et les soldats de Dieu
- Faits divins #1 — La ruée vers l'ordure (2015) (MV)
- Faits divins #2 — Aide de Jeu : La sorcellerie, Le bonheur, c'est simple comme un coup de fil ! (2015) (INS)
- Faits divins #3 — L'affaire Ormont de Beaulieu (2015) (INS)
- Faits divins #4 — Breizh connection (2015) (MV)
- Faits divins #5 — Aide de Jeu : Les Anges Musulmans, On m'appelle l'Egyptien (2018) (INS)
- Faits divins #6 — Aide de Jeu : La 3e Force,Vous pouvez embrasser la mariée (2018) (MV)
- Causa Mortis #1 à 6 - Scénarios INS ou MV
- Cantique de la Maïeutique
- Cinquième édition révisée, paru en 2023, ajouts au règles, aides de jeu, contextes, nouveaux pouvoirs et trois scénarios (INS, MV et INS/MV).
- Nouvel Ecran, paru en 2023 (nouvelle illustration, prise en compte de la réédition dans les résumées et un scénario (INS/MV)
- Cantique de l'ère Cantique, parue en 2024, Campagne INS/MV, 7 scénarios, aide de jeu sur la sorcellerie..